# ديني فيلنوف
ديني فيلنوف (بالفرنسية: Denis Villeneuve) (مواليد 3 أكتوبر 1967) هو مخرج أفلام كندي، حصل أربع مرات على جائزة الشاشة الكندية (جائزة جيني سابقًا) لأفضل إخراج، وفاز عن فيلم غضب عارم في عام 2001، بوليتكنك في عام 2009، وحرائق في عام 2010، وعدو في عام 2013. فازت الأفلام الثلاثة الأولى من هذه الأفلام أيضًا بجائزة الشاشة الكندية لأفضل فيلم سينمائي، في حين حصل الأخير على جائزة أفضل فيلم كندي لهذا العام من جمعية نقاد السينما في تورنتو.
على الصعيد الدولي، يُعرف بإخراجه العديد من الأفلام المشهود لها عند النقاد، مثل أفلام الإثارة سجناء (2013) وقاتل مأجور (2015)، وأفلام الخيال العلمي الوافد (2016) وبليد رنر 2049 (2017).
حصل على ترشيح لجائزة الأوسكار لأفضل مخرج عن فيلم الوافدفي عام 2017.
من المقرر أن يشرع فيلنوف في إخراج فيلم مبني علي رواية «الابن» لجو نيسبو ، بالإضافة إلى فيلم جديد مبني علي رواية كثيب.

## النشأة
ولد فيلنوف في 3 أكتوبر 1967 في قرية جنتلي في بيكانكور، كيبيك، لوالدته نيكول ديمرز، ربة منزل، ووالده جان فيلنوف، كاتب العدل. وهو الابن الأكبر بين أربعة أشقاء. أصبح شقيقه الأصغر مارتن أيضًا مخرجًا سينمائيًا. حضر فيلنوف ندوة سان جوزيف دي تروا ريفيير ثم درس العلوم لاحقًا في سيجيب دي تروا ريفيير. درس السينما في جامعة كيبيك في مونتريال.

## فيلموغرافيا
| مخرج | مخرج                 | مخرج                                               | مخرج |
| سنة  | فيلم                 | ملاحظات                                            |      |
| ---- | -------------------- | -------------------------------------------------- | ---- |
| 1994 | REW-FFWD             | فيلم قصير                                          |      |
| 1996 | Cosmos               | فيلم قصير                                          |      |
| 1998 | Un 32 août sur terre |                                                    |      |
| 2000 | Maelström            |                                                    |      |
| 2008 | Next Floor           | فيلم قصير                                          |      |
| 2009 | Polytechnique        |                                                    |      |
| 2010 | Incendies            | رشح لجائزة الأوسكار لأفضل فيلم بلغة أجنبية في 2011 |      |
| 2013 | سجناء                |                                                    |      |
| 2013 | عدو                  |                                                    |      |
| 2015 | سكاريو               |                                                    |      |
| 2016 | Arrival              |                                                    |      |
| 2017 | Blade Runner 2049    |                                                    |      |

### الجوائز
| السنة | الفيلم        | الأوسكار  | الأوسكار   | البافتا   | البافتا    | الجولدن جلوب | الجولدن جلوب |
| السنة | الفيلم        | الترشيحات | الفائز بها | الترشيحات | الفائز بها | الترشيحات    | الفائز بها   |
| ----- | ------------- | --------- | ---------- | --------- | ---------- | ------------ | ------------ |
| 2010  | حشود          | 1         |            | 1         |            |              |              |
| 2013  | السجناء       | 1         |            |           |            |              |              |
| 2015  | قاتل مأجور    | 3         |            | 3         |            |              |              |
| 2016  | الوافد        | 8         | 1          | 9         | 1          | 2            |              |
| 2017  | بليد رنر 2049 | 5         | 2          | 8         | 2          |              |              |
| Total | Total         | 18        | 3          | 21        | 3          | 2            | 0            |

## روابط خارجية
- دينيس فيلنوف على موقع IMDb (الإنجليزية)
- دينيس فيلنوف على موقع مونزينجر (الألمانية)
- دينيس فيلنوف على موقع قاعدة بيانات الأفلام العربية
- دينيس فيلنوف على موقع ألو سيني (الفرنسية)
- دينيس فيلنوف على موقع ميوزك برينز (الإنجليزية)
- دينيس فيلنوف على موقع تيرنر كلاسيك موفيز (الإنجليزية)
- دينيس فيلنوف على موقع أول موفي (الإنجليزية)
- دينيس فيلنوف على موقع بوكس أوفيس موجو (الإنجليزية)
- دينيس فيلنوف على موقع قاعدة بيانات الأفلام السويدية (السويدية)
- دينيس فيلنوف على موقع ديسكوغز (الإنجليزية)

قالب:أفلام من إخراج ديني فيلنوف